# Acalypha nervulosa
Acalypha nervulosa är en törelväxtart som beskrevs av Airy Shaw. Acalypha nervulosa ingår i släktet akalyfor, och familjen törelväxter. Inga underarter finns listade i Catalogue of Life.